# José Bayro Corrochano
José Miguel Bayro Corrochano (Cochabamba, 19 de marzo de 1960) es un artista plástico boliviano y nacionalizado mexicano que produce pinturas al óleo, esculturas y grabados. Es conocido por su obras monumentales La Pareja del Trompo y el Hombre Azul.

Su primera obra monumental conocida se realizó y colocó en la ciudad de Puebla, en México. El Hombre Azul  (2006) es una escultura que revela a un trabajador concentrado en su labor cotidiana, el cual se encuentra de pie viendo al fruto junto a una peculiar silla. La escultura está cubierta en talavera coloreada en tonos azules, sobre una cama de piedra blanca. 

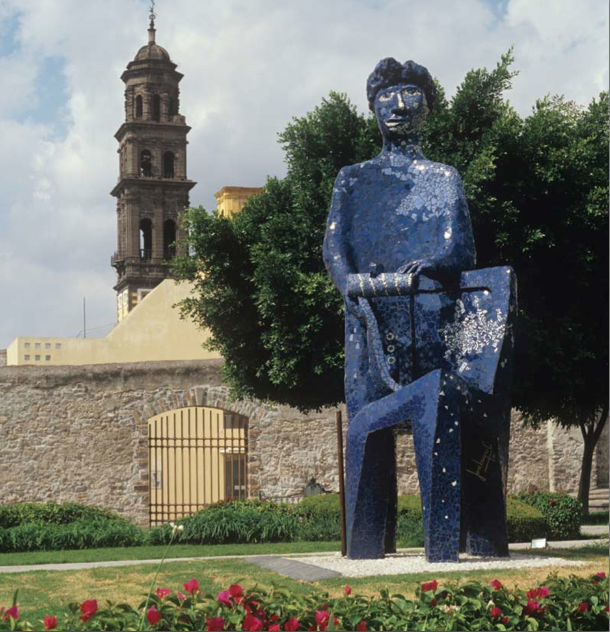
La obra “El hombre azul” es una obra escultórica cuya forma es un hombre recargado en una silla, cubierto en su totalidad de Talavera

## Reseña biográfica
José M. Bayro Corrochano nació el 19 de marzo de 1960 en la localidad de Cochabamba, Bolivia. Con ocho hermanos y una dictadura que amenazaba el futuro y la educación de las generaciones jóvenes, la familia Bayro Corrochano alentó a sus hijos a perseguir sus sueños y sus vocaciones, así fue como José Bayro C. partió a México a estudiar la Licenciatura en Arquitectura en la Universidad Nacional Autónoma de México.

### Primeros trabajos
A los 18 años dejó su natal Bolivia para ir a estudiar la licenciatura en Arquitectura en la Universidad Nacional Autónoma de México y la Maestría en Artes Visuales en la Academia de San Carlos. Ha tomado clases de cerámica monumental, grabado, litografía, serigrafía, posproducción de imagen y escultura, así como diferentes diplomados sobre gestión cultural, museografía, arte contemporáneo y filosofía.

### Etapa segunda
En los últimos 15 años, José Bayro C. ha comenzado a consolidar su obra artística, el Estudio Bayro Corrochando siempre está mostrando obras nuevas, ya sean óleos, esculturas o grabados, pero también arte objeto y joyería.
"El maestro del color" como una vez lo denóminó Carlos Monsiváis se inspira de rostros de hombres y mujeres, en oficios latinoamericanos, en lo local, lo global y lo internacional.
En el año 2006 colocó su primera escultura monumental en la ciudad de Puebla, en México. El Centro de Convenciones Puebla William O. Jenkins es el recinto que alberga en sus jardines a la escultura de 5 metros: "El hombre azul", la cual está hecha de concreto y cubierta en su totalidad de talavera (clásica de la ciudad de Puebla).
Unos siete años más tarde el Complejo Cultural Universitario, centro cultural de la Benemérita Universidad Autónoma de Puebla le pidió al Mtro. José Bayro C. colocar una pieza escultórica para el "Andador Cultural"; la pieza elegida fue la "Pareja del Trompo" que consta de una mujer siendo cargada por un hombre en sus hombros, quien también sostiene un trompo, todo en perfecto equilibrio.

## Obra
- El Hombre Azul (2006). Concreto forrado en Talavera. 5 metros de altura. Con el rostro relajado, dibujado y tallado en planos cortados donde se adivina una expresión visionaria y de esperanza; sus manos fuertes y bien formadas nos hablan de los instrumentos con los que él se identifica y transforma los materiales; por último, la silla de tres patas nos recuerda la trilogía donde se asienta el concepto económico que mueve a las sociedades modernas: producción, distribución y consumo. La escultura está cubierta de talavera coloreada en tonos azules, sobre una cama de piedra blanca.

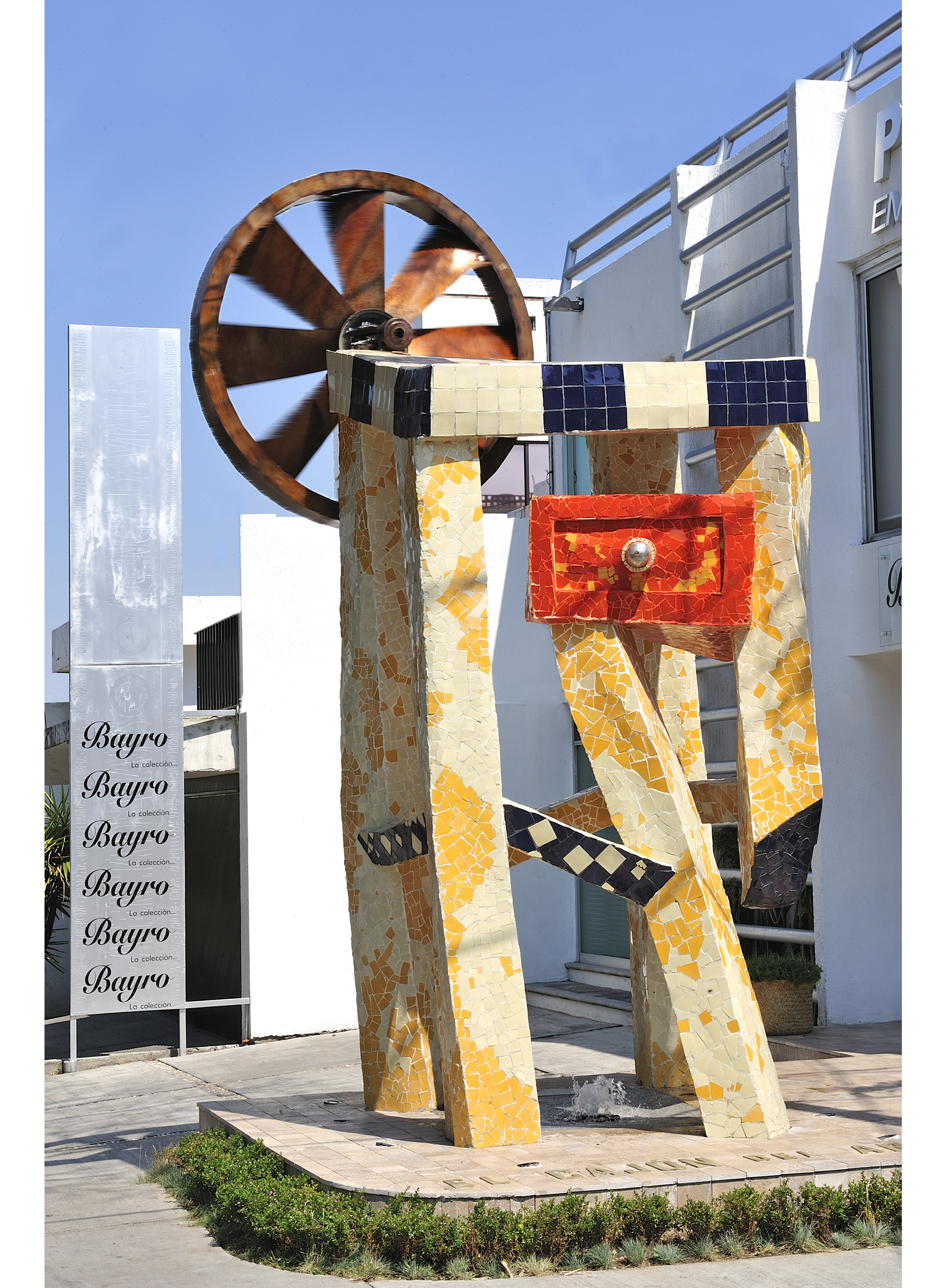
La obra “El cajón el artesano” es una obra escultórica cuya forma no puede definirse como tal sino que asemeja y representa una mesa de trabajo.

- La obra “El cajón el artesano” es una obra escultórica cuya forma no puede definirse como tal sino que asemeja y representa una mesa de trabajo. El cajón del artesano (2010). Concreto forrado en Talavera. 5 metros de altura.

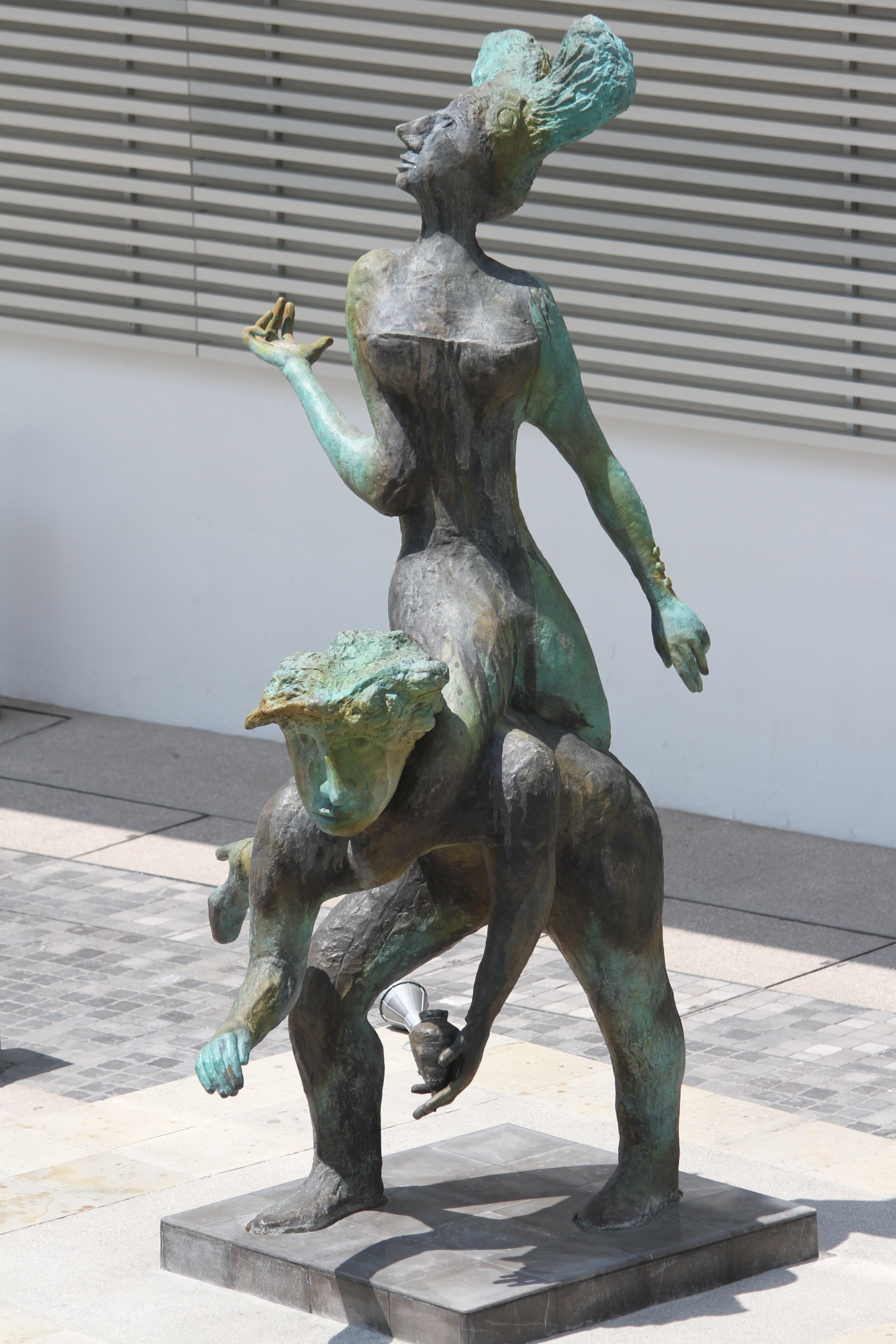
La obra “La Pareja del Trompo” es una obra escultórica de gran formato que se conforma de tres elementos primordiales: Un hombre quien sostiene a una mujer sobre su espalda y un trompo en su mano izquierda.

- La obra “La Pareja del Trompo” es una obra escultórica de gran formato que se conforma de tres elementos primordiales: Un hombre quien sostiene a una mujer sobre su espalda y un trompo en su mano izquierda. La pareja del Trompo (2013) Bronce. 3.20 metros.

Como el Maestro M.C. Escher o Francisco Toledo, José Bayro C. se mantiene fuera de cualquier canon o corriente artística.

## Producción del artista
De 1985 a 2007 ha participado en más de 40 exposiciones individuales y su trabajo ha sido seleccionado en bienales realizadas en México, Puerto Rico y Francia. Participó en bienales en Puerto Rico, Francia, México y Perú; en este último país como artista invitado.
Ha sido miembro del jurado del Fondo Nacional para la Cultura y las Artes (Fonca), en el programa de Becas para Jóvenes Creadores en 1998.
Publicó en 2013 el libro " Distorsión de los valores en fuga ", el cual fue presentado en el Palacio de Bellas Artes .D.F., en la ciudad de Oaxaca, México; en la ciudad de Lima, Perú; y en el Museo  Nacional de las Artes en La Paz, Bolivia. Ha impulsado también la Primera Bienal de Dibujo Infantil Bayro en estos dos últimos países.
Su obra puede admirarse en colecciones públicas como La Academia de San Carlos, México; el Complejo Cultural Universitario en Puebla, México; el Museu Nacional de Arte (Bolivia) ; The Opportunity House, Hendersonville, North Carolina, Estados Unidos, el Museo del Grabado Español Contemporáneo de Marbella, España; y en el Instituto Cultural Peruano Norteamericano (ICPNA), en Lima, Perú. 
También ha sido adquirida para colecciones privadas en México, Bolivia, Canadá, Estados Unidos, Inglaterra, Alemania, España, Francia, Holanda y Japón.
En 2014, fue galardonado con el ALUX a la Eminencia por Editorial Síntesis.
Su obra ha recibido comentarios de Jorge Zabala, Luis Rius Caso, Jorge Mancilla, Juan Acha, Héctor Azar, Roberto Valcárcel, Pedro Angel Palou, Montserrat Galí, Juan Antonio Montiel, Carlos Monsiváis y Mark Jenkins- The Washington Post, Alberto Salamanca Prado, entre otros.